# San Fernando (Camarines Sur)
San Fernando è una municipalità di quarta classe delle Filippine, situata nella Provincia di Camarines Sur, nella Regione del Bicol.
San Fernando è formata da 22 baranggay:
- Alianza
- Beberon
- Bical
- Bocal
- Bonifacio (Pob.)
- Buenavista (Pob.)
- Calascagas
- Cotmo
- Daculang Tubig
- Del Pilar (Pob.)
- Gñaran
- Grijalvo
- Lupi
- Maragñi
- Pamukid
- Pinamasagan
- Pipian
- Planza
- Rizal (Pob.)
- San Joaquin
- Santa Cruz
- Tagpocol